# Pamětní medaile 3. střeleckého pluku Jana Žižky z Trocnova
Pamětní medaile 3. střeleckého pluku Jana Žižky z Trocnova je pamětní medaile, která byla založena v roce 1947 při příležitosti 30. výročí vzniku jednotky v Rusku.
Medaile je zhotovena z patinovaného, tmavého bronzu a jejím autorem je S. Hlobil.